# Romola (film)
Romola is een Amerikaanse dramafilm uit 1924 onder regie van Henry King. De film is gebaseerd op de gelijknamige roman van George Eliot.

## Verhaal
De Florentijnse oplichter Tito Melema doet zich voor als een geleerde. Hij maakt kennis met een blinde man, die op zoek is naar iemand om zijn wetenschappelijke werk af te maken. Tito trouwt ook met diens dochter Romola, omdat haar vader dat wil. Hij heeft daarnaast een verhouding met het boerenmeisje Tessa.

## Rolverdeling
| Acteur               | Personage            |
| -------------------- | -------------------- |
| Lillian Gish         | Romola               |
| Dorothy Gish         | Tessa                |
| William Powell       | Tito Melema          |
| Ronald Colman        | Carlo Bucellini      |
| Charles Lane         | Baldassar Calvo      |
| Herbert Grimwood     | Savonarola           |
| Bonaventura Ibáñez   | Bardo Bardi          |
| Frank Puglia         | Adolfo Spini         |
| Amelia Summerville   | Brigida              |
| Tina Ceccaci Renaldi | Monna Ghita          |
| Eduilio Mucci        | Nello                |
| Angela Scatigna      | Bratti               |
| Ugo Uccellini        | Bisschop van Nemours |
| Alfredo Martinelli   | Kapitein             |
| Attilo Deodati       | Tomas                |